# Mundochthonius dominicanus
Espèce
Mundochthonius dominicanus est une espèce de pseudoscorpions de la famille des Chthoniidae.

## Distribution
Cette espèce est endémique de la province de Pedernales en République dominicaine. Elle se rencontre vers Las Abejas à 1 250 m d'altitude.

## Description
Le mâle holotype mesure 1,11 mm.

## Étymologie
Son nom d'espèce lui a été donné en référence au lieu de sa découverte, la République dominicaine.

## Publication originale
- Muchmore, 1996 : A new Mundochthonius from the Dominican Republic (Pseudoscorpionida: Chthoniidae). Insecta Mundi, vol. 10, no 1/4, p. 104 (texte intégral).